# Chevanceaux
Chevanceaux ist eine französische Gemeinde mit 1.087 Einwohnern (Stand: 1. Januar 2022) im Département Charente-Maritime. Sie gehört zum Arrondissement Jonzac und zum Kanton Les Trois Monts. Die Einwohner werden Chevancelais genannt.

## Geographie
Chevanceaux liegt etwa 55 Kilometer nordnordöstlich von Bordeaux. Umgeben wird Chevanceaux von den Nachbargemeinden Chantillac im Nordwesten und Norden, Bors (Canton de Charente-Sud) im Norden, Boisbreteau im Norden und Nordosten, Guizengeard im Osten, Neuvicq im Südosten und Süden, Saint-Palais-de-Négrignac im Süden, Pouillac im Süden und Südwesten, Sainte-Colombe im Südwesten sowie Chatenet im Westen.
Durch die Gemeinde führt die Route nationale 10.

## Bevölkerungsentwicklung
| Jahr                       | 1962 | 1968 | 1975 | 1982 | 1990 | 1999 | 2006 | 2019 |
| Einwohner                  | 1035 | 1044 | 1129 | 1087 | 1008 | 981  | 1020 | 1090 |
| Quellen: Cassini und INSEE |      |      |      |      |      |      |      |      |

## Sehenswürdigkeiten und Aktivitäten
- öffentliches Schwimmbad von Chevanceaux[1]
- Kirche St. Theresa vom Kind Jesus aus dem 19. Jahrhundert
- Grabhügel von Maurin
- Mühle

Siehe auch: Liste der Monuments historiques in Chevanceaux

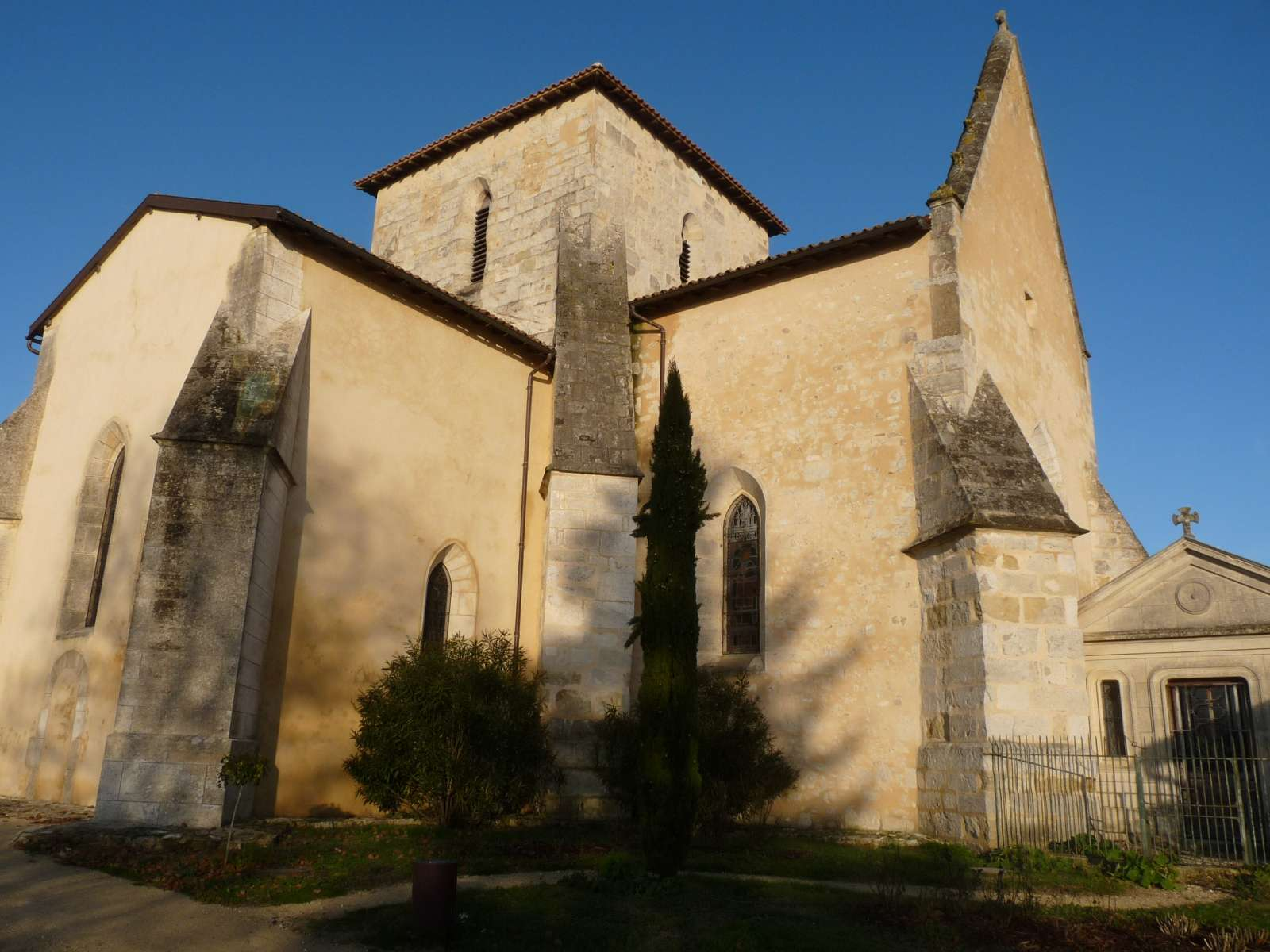
Kirche St. Theresa vom Kind Jesus
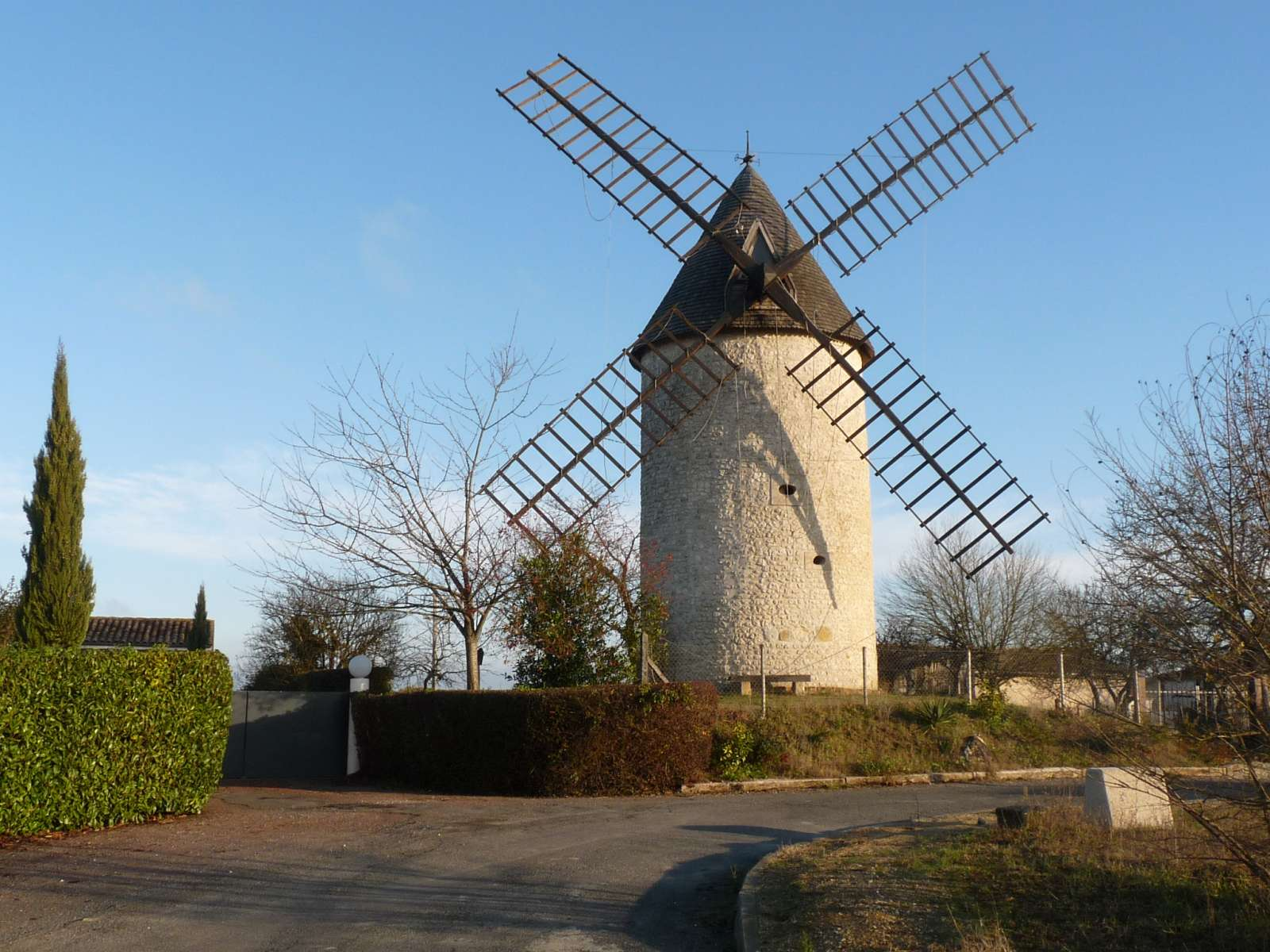
Mühle